# Ronald Bennet
Ronald Bennet (1935 – 2024) è stato un francescano irlandese e direttore spirituale, direttore sportivo e tesoriere del Gormanston College, Co Meath, Irlanda.

## Biografia
Si unì allo staff del College nel 1963 e i suoi compiti comprendevano la gestione di gruppi di chierichetti.
Gli abusi iniziarono con Bennet che li accarezzava con addosso i vestiti, culminando con abusi nei quali a volte entrambe le parti erano totalmente nude. Alcuni degli abusi avvennero nell'ufficio di Bennet, nel quale le vittime erano convocate attraverso l'altoparlante del college e il cui accesso era regolato tramite un set di luci rosse e verdi fuori dalla porta dell'ufficio. Le vittime entravano quando la luce passava dal rosso al verde.
Le sue facoltà di ascoltare confessioni e celebrare funzioni pubbliche vennero revocate. Bennet visse a Cluain Mhuire, Killiney, contea di Dublino.
Il comportamento di Bennet era noto fra gli studenti del Gormanston College negli anni 70. Lamentele a suo riguardo furono presentate nel 1973 ad un membro direttivo del college, ma furono oscurate da un senso di cieca lealtà verso di lui e dall'assoluto risentimento verso gli accusatori, proveniente dai Francescani presenti nel direttivo stesso.

### L'abuso nel 1973
Il Times irlandese ha riportato che i Francescani in carica al Gormanston College durante l'inchiesta interna su Bennet furono avvisati dell'abuso, ma non lo rimossero. Lamentele contro Bennet furono presentate a fra' Patrick Sweeney, preside del college, da parte dei genitori di uno dei ragazzi di cui egli abusò. Ai genitori fu assicurato che a Bennet non sarebbe stato più permesso di rimanere solo con dei ragazzi, ma egli continuò a trovarsi nella posizione di poter mettere in atto abusi fino al 1981, quindi per altri otto anni.
Il francescano, ministro provinciale, fra' Caoimhín Ó Laoide disse che al tempo la sensazione fu quella che poteva esserci una soluzione interna al problema.
(fra' Caoimhín Ó Laoide)
Egli riconobbe che se le assicurazioni date ai genitori nel 1973 fossero state rispettate, molti altri ragazzi non avrebbero sofferto. Disse inoltre che ora vi erano rigide procedure in luogo delle vecchie.
(fra' Caoimhín Ó Laoide)
Egli aggiunse che l'ordine religioso ha le porte sempre aperte e che ogni collegiale poteva entrare in contatto con esso in qualsiasi momento.

### Richard Lanigan, ex collegiale
Richard Lanigan, un ex alunno del Gormansotn College, disse che il comportamento del frate era conosciuto tra i ragazzi negli anni 70, sebbene loro non fossero consci dell'esistenza degli abusi.
(Richard Lanigan)
Il dott. Lanigan ha aperto un sito web per fornire un forum indipendente agli ex studenti nel quale discutere come sostenere altri ex studenti vittime di abusi.

### Punizione
Il 26 luglio 2006 Bennet ha subito una sentenza di sospensione di cinque anni e gli è stato ordinato di prendere parte ad una colletta per 1.000 euro allo scopo di mantenere la pace per cinque anni e di decidere di attenersi al codice di condotta Francescano. Bennet ammise la colpevolezza alla Circuit Criminal Court di Dublino il 29 giugno 2006 riguardo a sei casi di imputazione per abuso nei confronti di quattro fanciulli, tre dei quali risiedevano all'interno del campus, tra il 1974 e il 1981.